# さくらみゆき
藤 みゆき（ふじ みゆき、1991年12月1日 - ）は、日本の元AV女優。プライムエージェンシーに所属していた。

## 略歴・人物
岐阜県出身。
2016年4月、本中の専属女優「さくらみゆき」としてAVデビュー。所属事務所はディクレア（現 シエロ）。
2017年11月1日、12月一杯で引退（他の仕事は継続）することを公式ツイッターで発表。2017年度ぴんくりんく最優秀新人女優賞受賞。DMMアダルトアワード2017新人賞ノミネート。
2018年1月24日、ニコ生の『カジチャンネル』に出演し、番組内で新しい芸名が「みゆき菜々子（みゆき ななこ）」に決定。ティーパワーズに所属しAV女優として活動を再開。新たにツイッターも開始した。
2019年1月1日、RIGHT(現 LIGHT）に事務所を移籍し芸名を再び「さくらみゆき」にすることをツイッターにて発表。
2020年8月1日、芸名を漢字表記の「櫻美雪」とすることをツイッターにて発表。
2021年4月、所属事務所をプライムエージェンシーに移し「藤みゆき」に改名。2022年8月24日、事務所（プライム→GG）退所に伴うAV引退を発表。

## 出演作品

### アダルトDVD

#### 「さくらみゆき」名義
2016年
- 新人*専属 名門・お嬢様学校に通う現役女子大生がAVデビュー（4月25日、本中）
- 学校で何回も中出しエッチしちゃった♥（5月25日、本中）
- 大学で子作りしようよっ（6月25日、本中）
- ヘルメットディルドぶっさしオナニー 〜腰ガックガク!変態過ぎる自分の行為に頭ん中まっ白!〜（7月15日、SEX Agent）
- そこの髪の長いお姉さん!耳の穴を見せてくれませんか? 最新鋭小型カメラと振動で細かい汚れまで除去できる高性能耳掃除機(ミニローター)で綺麗にするついでにヘソの穴から腋や足の指の間まで徹底的に(媚薬)オイルを使って洗浄しますよ! もちろん一番見られたくない膣の奥深くまでくぱっと開いて、濃厚ザーメンミルクでドロドロにしちゃいました。（7月25日、ナンパJAPAN）※「みゆき」名義
- 子作りはご奉仕の一環 妊娠OK美少女メイド（8月1日、ワンズファクトリー）
- Steel Hold vol.4（8月1日、TEPPAN）
- 365日24時間いつでも中出しさせてくれる僕だけのJKアイドル（8月12日、宇宙企画）
- 地元のDQN達に彼女を奪われて何も出来ない僕。（8月13日、MOODYZ）
- 囚われのロリサキュバス 〜凌辱と本能の23発中出し〜（8月19日、エムズビデオグループ）
- なめらかスローフェラチオ 4 〜柔らかな唇、唾液のぬめり、丹念に丁寧にじんわりと〜（8月19日、SEX Agent）
- 湯けむり温泉で開放的になった美女がハマる! 回春オイルマッサージ 2（8月19日、マッサGoGo!!）
- これだけなんでもデキるコが居たという証拠（8月26日、バルタン）
- 美少女×失禁!! 射精みたいな快感おもらし。（9月1日、MOODYZ）
- 世間知らずの社長令嬢がアヘ顔の絶頂奴隷に成り下がった…（9月1日、ワンズファクトリー）
- 可愛すぎるコスプレでアナタのオナニー完全サポート（9月9日、宇宙企画）
- 生中出しセックスにハマってしまったイケナイ私に白濁汁ぶぴゅってください。（9月13日、無垢）
- お尻大好きしょう太くんのHなイタズラ デカ尻 新米教師編（9月15日、グローリークエスト）
- 女子校生の白綿ぱんつコレクション（9月25日、アロマ企画）
- マジックミラー号 「早漏に悩む男性の暴発改善のお手伝いをしてくれませんか?」 海で声をかけたノリの良い水着姿の美少女たちが敏感チ♥ポを励まし、互いに何度も気持ちよくなる連続射精SEX!! 6（10月6日、SODクリエイト）※「ユキ」名義
- 挑発するチア娘。（10月13日、アロマ企画）
- 緊縛 黒タイツ女子校生（10月14日、宇宙企画）
- ごっくん・中出し・アナル・強制レズ輪姦 －2016毒針連合2周年スペシャル企画－（10月19日、エムズビデオグループ）
- SOD女子社員 Let'Sセクハラし放題スペシャルDAYハロウィンパーティー（10月20日、SODクリエイト）※「間千鶴」名義
- アイドルがファンとセックスしちゃダメですか? ライブ終わりに年下ファンを自宅にこっそり誘うチ○ポ好きアイドルを盗撮（10月20日、ナチュラルハイ）※「みゆみゆ」名義
- 性処理専用ドMメイド（11月1日、えむっ娘ラボ）
- 質屋娘 Vol.6 お金に困った女の子をAV好きの質屋が口説いてSODに連れてきた!（11月10日、SODクリエイト）※「みゆ」名義
- JK文化祭模擬店 ちら見せオナサポ喫茶 VIII（11月13日、アロマ企画）
- 一般男女モニタリングAV 会社の同僚と一夜限りのお泊りミッション企画 終電を逃した社会人男女がラブホテルで1発10万円の過激な連続射精セックスに挑戦! 大人な男女が全てを忘れて互いの身体を求めて乱れる秘密の生セックスは1度の射精じゃおさまらない! 2 日頃から気になっていた同僚女子の身体にふれた既婚の上司チ○ポはフル勃起!恥じらいつつもラブホのエッチな雰囲気で濡れちゃった女子社員マ○コ!（11月19日、ディープス）
- 親友対決! 固定ディルド腰ふり競争1000回ふらなきゃ帰れまセン!! 2（11月19日、はじめ企画）※「まり」名義
- 果てしなく生意気な妹10名と暮らす兄貴（12月1日、MOODYZ）
- 下校途中に買い食いするJKを狙い… 媚薬を盛られた事も分からず発情し巨チンでイキまくるチャリ通JK（12月9日、DOC）
- 妹3人にいたずら子作り 2（12月13日、ZUKKON/BAKKON）
- 女性専用風俗店で目醒めた絶頂レズビアン（12月13日、ビビアン）
- これで貴方も女を絶対イカせるマン（12月19日、MOODYZ）
- 揉んでも舐めても起きないんです! 調子に乗って指をマ○コに入れたらびしょ濡れ!? 放課後の教室に忘れ物を取りに戻ると、毎日ボクをいじめてる女子が爆睡中。 しかもいつもあんなに威勢がいいのにすんごい可愛らしいブラやパンツがチラ見え!よーし、日頃の仕返しだ!寝てる事をいい事に撫でて触って揉んでつまんでもう止まりません!机の下に潜り込み、太ももにむしゃぶりつき、パンツを指でなぞると染みが出来て、指を入れるとびっしょびしょ!触る度に体がビクビク波打って、ヤバい…これ以上したら起きちゃう。もう止めようとしたその時、女子が勃起したボクのチ○ポを掴んで「やめないで」と求めてきた!!（12月19日、Hunter）
- SOD女子社員 全裸オナニー名簿 25名（12月22日、SODクリエイト）※「関千鶴」名義
- 義父に男の味を覚えさせられた娘。 悶えているところを母に見られて…（12月22日、ヒビノ）
- 毎朝通勤途中に見かける女子高生のパンチラを見てたら、女子が恥ずかしそうな顔で僕を見つめてきた件。DX（12月22日、SWITCH）
- 偶然見かけた貧乳女子がまさかのノーブラ!?見られる事に興奮した彼女の敏感乳首はビンビンに立っていて… 5（12月23日、DOC）
- 学校サボってエッチな淫語でSEXしまくる中出し女子校生（12月23日、S級素人）※「みゆき」名義

2017年
- マジックミラー号 紅葉シーズン真っ只中! 山ガールファッションに身を包んだ女子大生は大自然に囲まれると気分も尻も軽くなる!?　山での開放的なオイルマッサージでいつもの何倍も気持ち良くなったユルユルま○こに寝バック挿入!!（1月6日、SODクリエイト）※「もも」名義
- 学校の帰りにエロプリしているJ○にガチ交渉! スケベな事しか考えていないならエッチな事させてください! 6（1月6日、DOC）※「あや」名義
- 「AV撮影」募集に群がるS級素人たち 2（1月13日、S級素人）
- 現役女子大生と生ハメ性交! 気持ち良すぎてダマッて中出ししちゃってごめんなさい!!（1月13日、S級素人）
- 可愛くて優等生の女子校生たちから中出しSEXをせがまれて困っている僕。 3（1月13日、BAZOOKA）
- ガチナンパ! 素人さんにお願いしまくって生パン見せてもらった後に素股までさせてもらっちゃいました。 PART.33（1月15日、ピーターズ）
- オナニーしながら寝落ちの姉の股間には暴走固定バイブ? いつもは静かで真面目な姉の部屋から、「ウィーンウィーン」と妙な機械音が聞こえてきた!気になってしまいコッソリ覗いてしまったら、姉がとんでもなくエロい姿で寝ていた!なんとバイブでオナニーしてイキ果ててマ○コから抜かず電源を入れたまま寝てしまったっぽい。しっかり者の超真面目な姉の見たこと無い恥態に思わずボクは理性のタガが外れて…（1月19日、Hunter）
- 募集ちゃんTV×PRESTIGE PREMIUM 23（1月20日、プレステージ）
- 120％リアルガチ軟派伝説 vol.44 in 新潟（1月20日、プレステージ）※「あやか」名義
- DQNの先輩自宅に彼女を連れていったら、「ちょっとコンビニに行ってきて」と頼まれて、僕が帰宅するまでの1時間、コンドーム無しで寝取られて危険日中出し!!（1月25日、本中）
- マジックミラー号 成人式を終えたばかりの友達同士の男女が初めてのお酒で我を忘れて人生初の真正中出し!（2月2日、SODクリエイト）※「あんな」名義
- 痴漢された気弱な女を助けたばかりに電車内で輪姦されたゴムまみれ女子高生（2月2日、ナチュラルハイ）
- 予備校に通う地味でマジメな女子校生をレ●プしながら全身を媚薬漬けにしたら、こっちが引くほど痙攣・潮&泡吹き・失神しまくった! 4（2月2日、サディスティックヴィレッジ）※「みき」名義
- 親に隠れてコタツの中で大胆近親相姦! 妹がコタツで宿題をしていたようだけど気が緩んで寝てしまったみたい。妹の足が邪魔でふと中をのぞくとパンツ丸出しで大股開きで寝ている。妹だとわかっていても気になってしまい潜り込んでじっくりパンチラ鑑賞。見ているうちに魔が差してしまい思わず触ってしまうとパンツを濡らす妹。しかし、親が戻ってきてしまいまずいと思い手を離すも、実は起きていた妹に手首を掴まれもう一度股間へ…。ビビるボクとは対照的に親がそばにいるのに近親相姦を求める妹。（2月7日、Hunter）
- 生中出し若妻ナンパ! 24（2月10日、S級素人）
- 大胆なパンチラ誘惑に、気づいたらハメてしまった僕（2月10日、BAZOOKA）
- 変態でマゾな私の願望を叶えてください。（2月13日、オルガBlack）
- SOD女子社員12名が気持ち良くなりながら主観レポート 11SEX＋1パイズリ 市場調査一転!おま○こでオナニーサポートへ!（2月16日、SODクリエイト）※「関千鶴」名義
- 相手の気持が一番大切です! 男女混合の全裸実習にて、被介護者の羞恥心を身をもって学ぶ 卒業時共通試験の合格率が異常に高い介護専門学校（2月16日、サディスティックヴィレッジ）
- 嫁の妹 あの時、君は女子校生だった…（2月24日、人妻花園劇場）
- マジックミラー号 新婚カップル限定 旦那の目の前で初めての子宮マッサージで絶頂20回イカせ! 意識が遠のく中、旦那よりも先に孕ませ真正中出し!（3月2日、SODクリエイト）※「ゆりこ」名義
- 素人GET うぶ可愛ギャルのワレメ激写! ガチ生SEX 01（3月10日、ホットエンターテイメント）※「さとみ」名義
- 杭打ちピストン騎乗位　2（3月13日、アロマ企画）
- 洗脳パペットと制服バンビーナ。（3月17日、TODOManic）
- SOD女子社員 業務中社内 いきなり野球拳 全てが羞恥の大一番8戦！射精付き!（3月18日、SODクリエイト）※「関千鶴」名義
- 会社の忘年会の二次会で悪ふざけして女子社員のパンツを見たりHな悪戯したのを社用カメラに記録してました。（3月25日、クンカ）※「さくら」名義
- 犯され家畜にされたいいなり娘 監禁（4月1日、プラネットプラス）※「みゆき」名義
- 1vs1 ノーカット1本勝負SEX 4本番 VOL.002（4月14日、BAZOOKA）
- ゲスの極み映像 女子校生11人目（4月14日、フルセイル）
- 図書館 大量ローター痴漢（4月19日、アパッチ）
- 残酷ミラーゲームに負けるとエロ罰ゲーム 汚いからダメ、、無防備マ○コに顔騎強制罰ゲーム 超恥ずかしい‥けど超気持ちい‥のに罰ゲーム終了!快感寸止めに彼女の方からデカチンしゃぶって69! でもイキたりなくて中出しSEX!!（5月1日、はじめ企画）※「まお」名義
- 3日間滞在して、寝食を共にする超高級美女ソープ（5月3日、アイエナジー）
- ラグジュTV×PRESTIGE SELECTION 27（5月12日、プレステージ）※「山本結衣」名義
- 人形あそび（5月13日、イノセント）※「みゆき」名義
- マジックミラー号 友達同士の大学生男女が2人きりでのスマタチャレンジ! 擦れ合う互いの性器で発情したオトコとオンナ4組!4本番スペシャル!!（5月18日、SODクリエイト）※「ゆきな」名義
- 犯されてイキまくる母を見た娘が媚薬発情! 親子同時に責められ絶頂を迎える美人母娘 3（5月19日、DOC）
- お姉ちゃんのリアル性教育（6月1日、グローリークエスト）
- 思わず笑みがこぼれるラブラブエッチ（6月1日、S-Cute）
- 悟り世代に逆人生相談! JKにおじさんの悩みを聞いてもらいました 2（6月2日、DOC）※「あおい」名義
- 投稿 露出天国 デカ尻現役女子大生みゆきチャン(20歳)（6月7日、山と空）※「みゆき」名義
- 妊娠女子校生援○交際なまなかだし10連発（6月9日、REAL）
- 変態すぎるド素人娘スペシャル 7（6月9日、S級素人）
- 愛しの巨尻まにあっくす。Vol.001（6月9日、BAZOOKA）
- 非ヌキ系エステで働きはじめたOLにどっきりモニタリング検証!! エステ嬢に2回戦上等のバイ○グラびんびんチ○ポを見せつけたら中出しできるかやってみた!!（6月9日、ゲッツ!!）※「みゆき」名義
- 女子校生 緊縛 監禁中出し孕ませ調教（6月15日、アイエナジー）
- 男が非常に少なくなった世界の肉棒争奪合同種付け会（7月19日、ZUKKON/BAKKON）
- サエない僕に同情した女子校生の妹に「擦りつけるだけだよ」という約束で素股してもらっていたら互いに気持ち良すぎてマ○コはグッショリ!でヌルッと生挿入!「え!?入ってる?」でもどうにも止まらなくて中出し! 3（7月20日、アイエナジー）
- 超攻撃的彼女を守る勇気をキミが持て (7月20日、STAR PARADISE)
- 孕ませ美少女8人4時間 オヤジの生チ○ポで種付け撮り8連発!（7月28日、S級素人）
- 他には無いサービスで大人気!? 密着ご奉仕洗体エステ（7月28日、MAGIC）
- 神のおち○ちんを持つ男 妹の友達の家に行く (9月1日、ZUKKON/BAKKON)  ※「AV OPEN 2017」企画部門 エントリー作品

2019年
- 完全M男化～新入社員の陰湿な復讐～（5月9日、アキノリ）
- さくらみゆきとガチ飲み 泥酔媚薬痴態（7月5日、プレステージ）
- 近親相姦 娘の穴に突き刺す義父達、娘連れと再婚したのは連れ娘の若いからだが欲しいからだ（10月10日、ヒビノ）

#### 「みゆき菜々子」名義
2018年
- うちの妻が寝取られました。 酔った勢いで浮気したら仕返しに妻の心と身体まで奪われました（6月13日、アクアモール/HERO）
- しがみつきホールド孕ませSEX（8月2日、グローリークエスト）
- うるさいイビキを止めようと何をやっても効果なし… 腹いせに顔面騎乗位で塞いでやると吐息で擦れるアソコが気持ち良すぎて…（8月3日、プレステージ）
- 奴隷闇市 競り落とされる女たち (10月5日、バミューダ/妄想族)
- 新婚旅行の思い出にと持っていったビデオカメラには妻のとんでもない姿が映ってました。 土木作業員のたくましいチ○ポでイカされ中出しされまくった僕の妻（11月19日、エムズビデオグループ）
- 勤務中に我慢し切れず弾丸放尿しちゃった女 2（12月6日、AKNR）
- まさかこの人が 絶品手コキテクニシャン!? トルネード手コキで悶絶射精!（12月20日、アキノリ）

2019年
- 胸チラしているのに気付かず働く女子社員に手を出しちゃった俺 4（1月10日、AKNR）
- 終電がなくなりちょっと綺麗めの上司の家に泊まることに… メイクを落としたすっぴん顔が幼くまさに俺好みの顔だった! 2（2月7日、AKNR）
- 可愛い美女たちの突発乳首責め! 乳首が敏感だと知ったとたん微笑みながらチクベロ行為!（3月21日、AKNR）
- 痴漢調教されたOL（10月7日、ドラマポルノ）

2022年
- 「こんなところでゴメンなさい…。でも、もう我慢出来なかったの…」トイレが故障で使えず膀胱限界の放尿婦人 36人（6月21日、アクアモール/エマニエル）

### 女性向けアダルトビデオ
みゆき菜々子 名義
- アンマッチング（2018年10月11日、SILK LABO）

## 出演

### テレビ
- 魚拓と成瀬のツキとスッポンぽん #190,#191（2018年4月22日,29日、パチ・スロ サイトセブンTV）
- WILD ONE+VIBEBAR presents 春のデンマ祭り（2019年4月18日、パラダイステレビ）[5]

### ウェブテレビ
- DTテレビ（2018年6月30日、AbemaTV）
- 極楽とんぼのタイムリミット（2019年5月12日[6],6月9日、AbemaTV）- 「優レディー」役

### 映画
- 絶倫謝肉祭 奥まで突いて!（2017年11月10日、オーピー映画） - 「新垣渚」役[7][8]
  - 絶倫謝肉祭（2018年、OP PICTURES） ※『絶倫謝肉祭～』の一般公開編集版[9]
- 性感治療 股ぐらの処方箋（2019年7月5日、オーピー映画） - 「夢野奈々子」役[10]
  - 劇場版・悦楽クリニック! 凛子の淫らな冒険（2019年8月29日、オーピー映画）※『性感治療～』の一般公開編集版[11]
- ばるぼら（2020年11月20日、イオンエンターテイメント）

### オリジナルビデオ
- 日本統一 29（2018年7月25日、オールイン エンタテインメント） - 「風俗嬢」役
- 三代目襲名：沙羅 濡れそぼる背に踊る愛欲の夜叉（2019年5月8日、竹書房）[12]
- セクシータイム・リバース（2021年4月、竹書房）